# Komitativ
Komitativ är ett kasus i nominas deklination. 
Komitativ betecknar medfölje. I svenskan uttrycks komitativrelationen vanligtvis genom att "(tillsammans) med" ställs framför det aktuella ordet.
Finskans komitativ är alltid i pluralform, men kan ändå syfta på singular. Exempel på komitativ i finskan: vaimoineen tillsammans med sin fru eller tillsammans med sina fruar. Possessivsuffix -ni, -si, -en/-nsa, -mme eller -nne ingår endast i substantiv: suurine joukkoineen med sina stora trupper, likaisine kenkinenne med era smutsiga skor. Ibland ersätter man komitativändelsen med ordet "kanssa": Hän tulee vaimonsa kanssa Han kommer tillsammans med sin fru.
I latinet fanns också en sorts komitativ i ord som "mecum" (med mig), "tecum" (med dig), "nobiscum" (med oss) och "vobiscum" (med er). Detta blev senare till "com mecum", "com tecum" o.s.v. (ordagrant med mig med, med dig med o.s.v.), vilket i sin tur skulle sätta spår i två av latinets dotterspråk: spanskan och portugisiskan. I modern spanska finns fortfarande formerna "conmigo" (med mig) och "contigo" (med dig), och i ålderdomligare spanska finns även formerna "connosco" (med oss) och "convosco" (med er). I portugisiska är formerna nästan identiska: "comigo", "contigo", "connosco" och "convosco".  
Komitativ förekommer även i många australiska språk.

## Komitativändelser
Estniska: -ga, -dega

Finska: -ne

Latin: -cum

Spanska och portugisiska: -go, -co

Ungerska: -val, -vel

Sydsamiska: Sing: -ine, -jne, -inie, Pl: -igujmie, -jgujmie